# Huthii

Sloganul Mișcării Ansar Al- Allah sau al huthiștilor (sus-jos): "Dumnezeu este cel mai Mare; Moarte Americii; Moarte Israelului; Blestemul fie asupra evreilor; Victoria fie a Islamului"

Huthiștii sau Mișcarea huthistă (arabă الحوثيون, al-Ḥūthiyyūn, transliterat ħuːθij.juːn), oficial numiți Ansar Allah (anṣār allāh أنصار الله  "Susținătorii lui Dumnezeu") este o organizație islamistă șiită, politică și militară (desemnată teroristă de unele state) din Yemen, fondată de către Hussein al Huthi în anul 1992. Membrii organizației își propun să guverneze întreg Yemenul și să sprijine mișcările externe împotriva Statelor Unite, Israelului și Arabiei Saudite. Astfel, în timpul anului 2023, Huthiștii au controlat aproximativ o treime din teritoriul țării, incluzând în jur de 70-80% din populație.
Gruparea este sprijinită de Iran și de organizația teroristă șiită libanezăHezbollah în războiul civil din Yemen. Ali Abdullah Saleh s-a aliat cu huthiștii contra lui Abdrabbuh Mansur Hadi, conducătorul Yemenului; totuși, ambele tabere au luptat împotriva grupării al Qaeda.